# رنه دیلن
رنه دیلن (انگلیسی: René Dillen؛ زادهٔ ۱۸ ژوئن ۱۹۵۱) دوچرخه‌سوار اهل بلژیک است.